# Joe Phillips
Joe Phillips (né le 13 février 1969) est un artiste américain gay, connu pour son travail dans le comic généraliste et pour ses œuvres dépeignant la vie gay. Il vit à San Diego.

## Biographie
Né à Atlanta, il s'intéresse tôt au dessin et fréquente la Northside School of the Arts. 
Il commence par dessiner des costumes de théâtre. Il voyage en Europe, où il s'engage dans des projets de guerrilla street art. 
Il se tourne ensuite vers la bande dessinée, et à 18 ans travaille pour des séries de comics comme Justice League of America, Silver Surfer, X-Men, Legion of Super-Heroes, ou The Incredible Hulk. En 1991, Joe Phillips travaille sous la direction George Pérez pour Wonder Woman. 
Joe Phillips lance sa propre bande dessinée, The Heretic, dont il écrit le scénario et dont il réalise les dessins. Le titre sort chez Dark Horse Comics. Il collabore ensuite à Captain America, Wolverine, Green Lantern et Superboy.
En travaillant sur un numéro de Superboy intitulé Superboy & Risk: Double Shot, il a l'idée de rendre son personnage plus sexuel en ajoutant des allusions à l'homosexualité. 
Repéré par des compagnies, on lui demande de réaliser des cartes postales gay. Un de ses amis l'aiguille vers un projet de film d'animation pour adultes, Cumquest, une parodie de la série de science-fiction Star Trek. Un site pornographique l'engage ensuite pour créer le film d'animation The House of Morecock, sur un détective gay du paranormal. The House of Morecock rencontre le succès, il est nommé aux GayVN Awards et fait partie des meilleures ventes de son distributeur. 
En 2001, le calendrier gay Boys Will Be Boys qu'il illustre sort en même temps que son pendant lesbien, Girls Will Be Girls, et paraît depuis chaque année. 
En 2006, Joe Phillips sort son deuxième film d'animation pour adultes, Stonewall & Riot: The Ultimate Orgasm, un mélange d'histoire de superhéros et d'art gay. 
Stonewall & Riot a été nommé pour un GayVN award.
Il a aussi réalisé des vidéo-clips pour Dashboard Confessional, Kraft Foods, et projette de dessiner un comic pour TokyoPop.
En 2015, il reçoit le prix Inkpot au Comic-Con de San Diego pour l'ensemble de son œuvre.

## Œuvres

### Filmographie
- Stonewall & Riot: The Ultimate Orgasm (Octobre 2006)
- The House of Morecock (Septembre 2001)

### Ouvrages publiés
- Joe Boy University (JBU) (projet abandonné)
- Boys Will Be Boys – Extended Edition (Avril 2007)
- Chasing Adonis: Gay Men And the Pursuit of Perfection (Illustration Only) (Janvier 2007)
- Cali Boys (Avril 2006)
- Ari Gold (Illustrations seules) (Octobre 2005)
- Tales From The House Of Morecock, Vol 2 (Septembre 2005)
- The House Of Morecock (Recueil de cartes postales) (Août 2005)
- Tales From The House Of Morecock (Juin 2005)
- The Joy Of Gay Sex (Illustrations seules) (Mai 2004)
- For The Boys (Recueil de cartes postales) (Avril 2004)
- For The Boys (Avril 2004)
- The Adventures Of A Joe Boy! Volume One (Mars 2004)
- Reeling in the Years: Gay Men's Perspectives on Age and Ageism (Illustrations seules) (Janvier 2004)
- Boys Will Be Boys (Recueil de cartes postales) (Mars 2003)
- Boys Will Be Boys (Mars 2003)
- Sissyphobia: Gay Men and Effeminate Behaviour (Illustrations seules) (Juin 2001)

### Contributions notables à des comic books
- Midnighters #3 (Mars 2007) (crayonné)
- 10th Muse #13 (Septembre 2006) (couverture)
- Prism Comics: Your LGBT Guide To Comics #3 (2005) (couverture)
- Thundercats: Reclaiming Thundera #5 (Février 2003) (penciller & inker)
- Body Doubles #4 (Janvier 2000) (couverture & crayonné)
- Jokers Wild #1 (Septembre 1998)  (couverture & crayonné)
- Superboy & Risk: Double Shot #1 (Février 1998) (couverture & crayonné)
- The Heretic #1 - #4 (Novembre 1996 - Mars 1997) (scénario, couverture & crayonné)
- Silver Surfer #97 - #100 (Octobre 1994 - Janvier 1995) (couverture)
- Aliens: Colonial Marines  #4-#6, #8-#10 (Avril 1993 - Juillet 1994) (couverture)
- Timber Wolf #1 - #5 (Novembre 1992 - Février 1993) (couverture & crayonné)
- Wonder Woman #56, #60 (Juillet 1991, Novembre 1991) (crayonné)
- Mister Miracle #7 - #28 (Août 1989 - Juillet 1991) (couverture & crayonné)
- Speed Racer #12 - #19 (Août 1988 - Avril 1989) (crayonné)

### Calendriers
- Boys Will Be Boys 2008 (Septembre 2007)
- Zodiac Calendar 2008 (Septembre 2007)
- Boys Will Be Boys 2007 (Septembre 2006)
- Boys Will Be Boys 2006 (Septembre 2005)
- For The Boys 2006 (Septembre 2005)
- Boys Will Be Boys 2005 (Septembre 2004)
- For The Boys 2005 (Septembre 2004)
- Boys Will Be Boys 2004 (Septembre 2003)
- Boys Will Be Boys 2003 (Septembre 2002)
- Girls Will Be Girls 2002 (Septembre 2001)
- Boys Will Be Boys 2002 (Septembre 2001)